# 1983-as Formula–1 európai nagydíj
Az európai nagydíj volt az 1983-as Formula–1 világbajnokság tizennegyedik futama.

## Futam
| Helyezés | #  | Versenyző          | Csapat/Motor      | Körök | Idő/Kiesés oka | Rajthely | Pontszám |
| -------- | -- | ------------------ | ----------------- | ----- | -------------- | -------- | -------- |
| 1        | 5  | Nelson Piquet      | Brabham-BMW       | 76    | 1:36:45,865    | 4        | 9        |
| 2        | 15 | Alain Prost        | Renault           | 76    | + 6,571        | 8        | 6        |
| 3        | 12 | Nigel Mansell      | Lotus-Renault     | 76    | + 30,315       | 3        | 4        |
| 4        | 22 | Andrea de Cesaris  | Alfa Romeo        | 76    | + 34,396       | 14       | 3        |
| 5        | 35 | Derek Warwick      | Toleman-Hart      | 76    | + 44,915       | 11       | 2        |
| 6        | 36 | Bruno Giacomelli   | Toleman-Hart      | 76    | + 52,190       | 12       | 1        |
| 7        | 6  | Riccardo Patrese   | Brabham-BMW       | 76    | + 1:12,684     | 2        |          |
| 8        | 9  | Manfred Winkelhock | ATS-BMW           | 75    | + 1 kör        | 9        |          |
| 9        | 28 | René Arnoux        | Ferrari           | 75    | + 1 kör        | 5        |          |
| 10       | 16 | Eddie Cheever      | Renault           | 75    | + 1 kör        | 7        |          |
| 11       | 30 | Thierry Boutsen    | Arrows-Ford       | 75    | + 1 kör        | 18       |          |
| 12       | 33 | Roberto Guerrero   | Theodore-Ford     | 75    | + 1 kör        | 21       |          |
| 13       | 42 | Jonathan Palmer    | Williams-Ford     | 74    | + 2 kör        | 25       |          |
| 14       | 40 | Stefan Johansson   | Spirit-Honda      | 74    | + 2 kör        | 19       |          |
| 15       | 26 | Raul Boesel        | Ligier-Ford       | 73    | + 3 kör        | 23       |          |
| Kiesett  | 27 | Patrick Tambay     | Ferrari           | 67    | Kicsúszás      | 6        |          |
| Kiesett  | 3  | Michele Alboreto   | Tyrrell-Ford      | 64    | Motorhiba      | 26       |          |
| Kiesett  | 32 | Piercarlo Ghinzani | Osella-Alfa Romeo | 63    | Karburátor     | 24       |          |
| Kiesett  | 29 | Marc Surer         | Arrows-Ford       | 50    | Motorhiba      | 17       |          |
| Kiesett  | 1  | Keke Rosberg       | Williams-Ford     | 43    | Motorhiba      | 16       |          |
| Kiesett  | 23 | Mauro Baldi        | Alfa Romeo        | 39    | Kuplung        | 15       |          |
| Kiesett  | 7  | John Watson        | McLaren-TAG       | 36    | Kicsúszás      | 10       |          |
| Kiesett  | 4  | Danny Sullivan     | Tyrrell-Ford      | 27    | Olajszivárgás  | 20       |          |
| Kiesett  | 8  | Niki Lauda         | McLaren-TAG       | 25    | Motorhiba      | 13       |          |
| Kiesett  | 11 | Elio de Angelis    | Lotus-Renault     | 12    | Olajpumpa      | 1        |          |
| Kiesett  | 25 | Jean-Pierre Jarier | Ligier-Ford       | 0     | Kuplung        | 22       |          |
| NK       | 17 | Kenny Acheson      | RAM-Ford          |       |                |          |          |
| NK       | 31 | Corrado Fabi       | Osella-Alfa Romeo |       |                |          |          |
| NK       | 2  | Jacques Laffite    | Williams-Ford     |       |                |          |          |

## A világbajnokság élmezőnyének állása a verseny után
| H  | Versenyzők     | Pont | H  | Konstruktőrök | Pont |
| -- | -------------- | ---- | -- | ------------- | ---- |
| 1. | Alain Prost    | 57   | 1. | Ferrari       | 89   |
| 2. | Nelson Piquet  | 55   | 2. | Renault       | 78   |
| 3. | René Arnoux    | 49   | 3. | Brabham-BMW   | 59   |
| 4. | Patrick Tambay | 40   | 4. | Williams-Ford | 36   |
| 5. | Keke Rosberg   | 25   | 5. | McLaren-Ford  | 34   |

## Statisztikák
Vezető helyen:
- Riccardo Patrese: 10 (1-10)
- Nelson Piquet: 66 (11-76)

Nelson Piquet 10. győzelme, Elio de Angelis 1. pole-pozíciója, Nigel Mansell 1. leggyorsabb köre.
- Brabham 31. győzelme.

Jonathan Palmer első versenye.